# Büren zum Hof
Pour les articles homonymes, voir Büren.
Büren zum Hof est une localité et une ancienne commune suisse du canton de Berne, située dans l'arrondissement administratif de Berne-Mittelland et la commune de Fraubrunnen.

## Histoire
Le 1er janvier 2014, Büren zum Hof fusionne avec les communes de Etzelkofen, Fraubrunnen, Grafenried, Limpach (Berne), Mülchi, Schalunen et Zauggenried. La nouvelle commune porte le nom de Fraubrunnen.

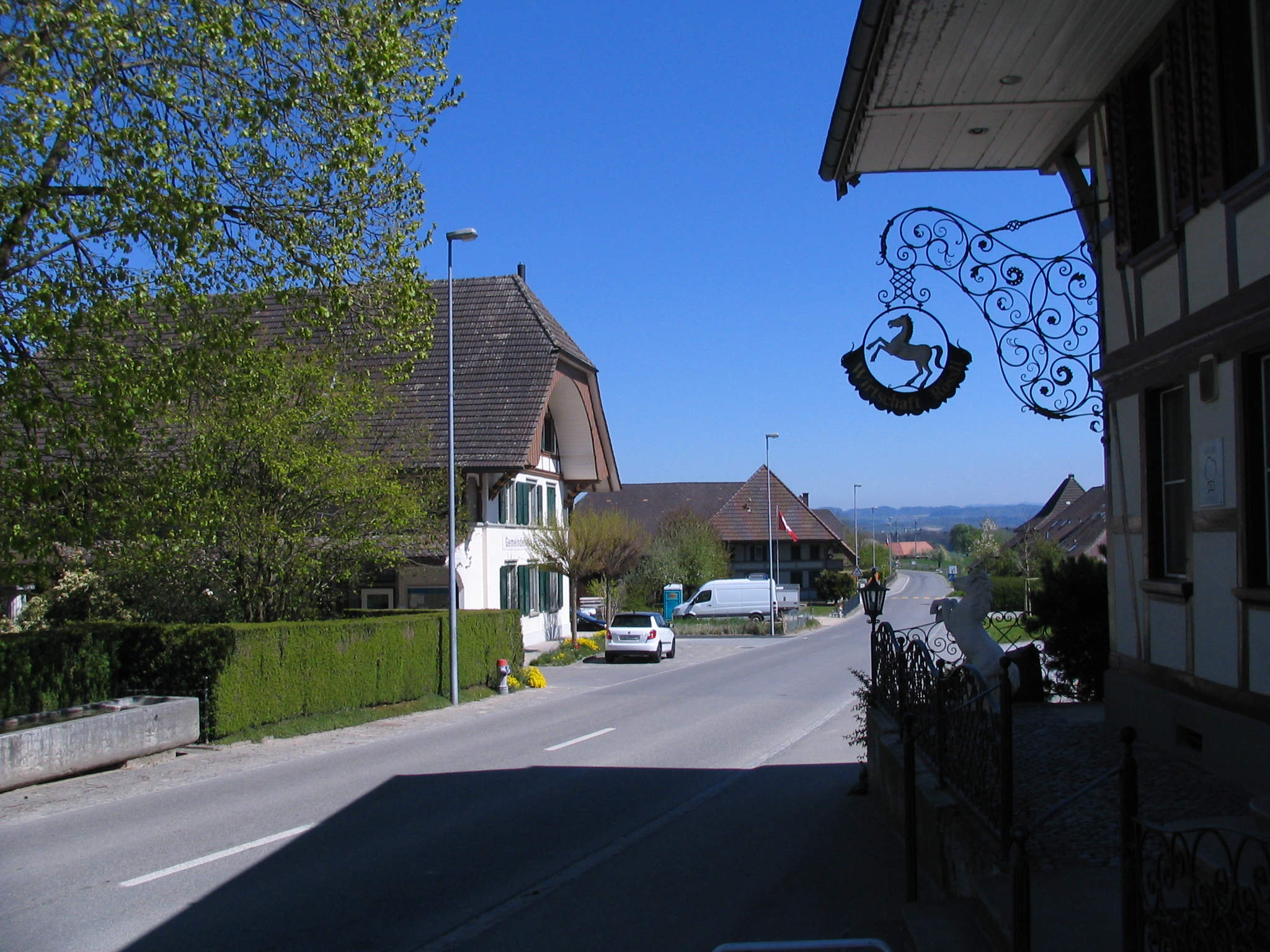
Au village
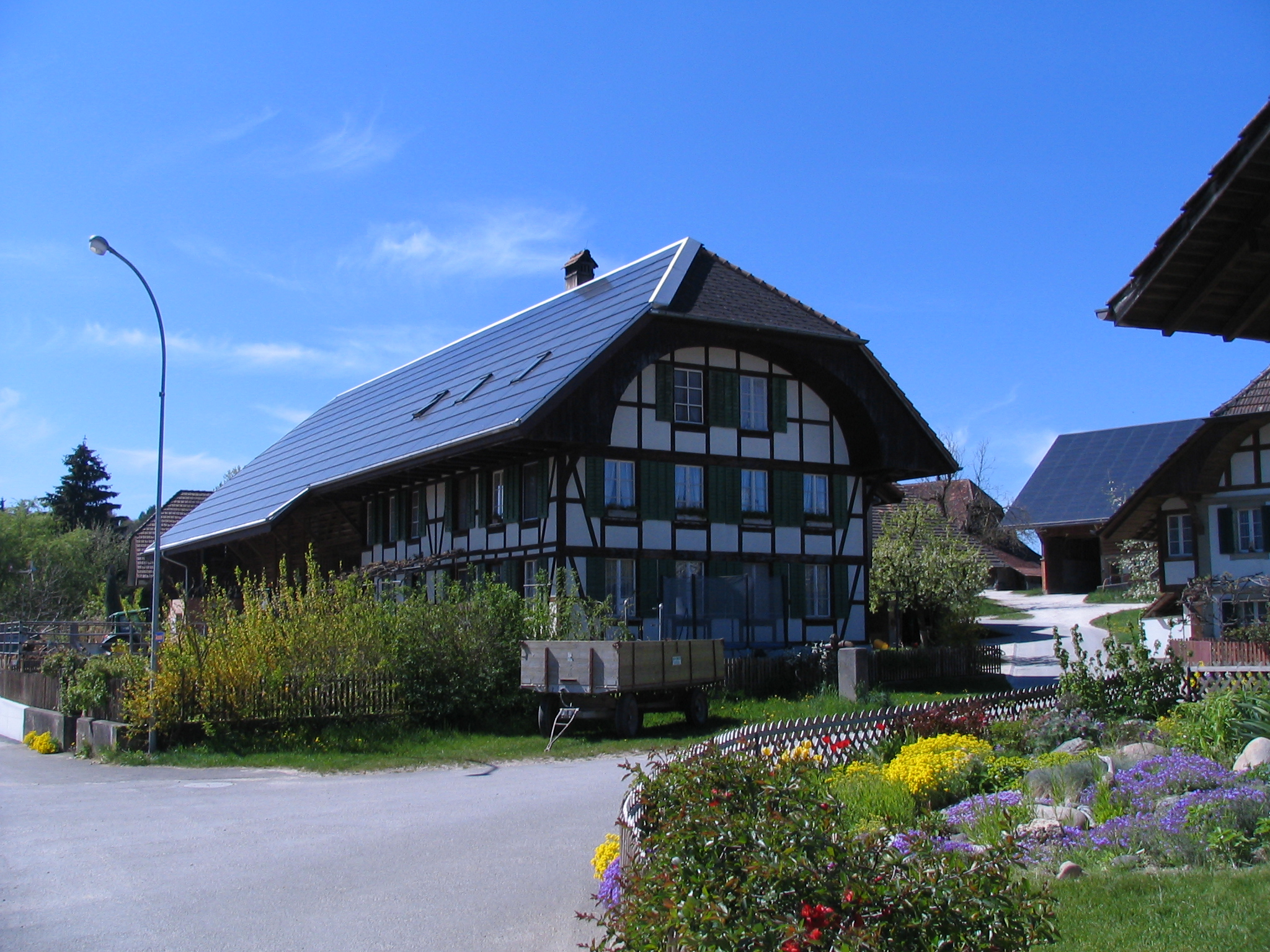
Anciens bâtiments
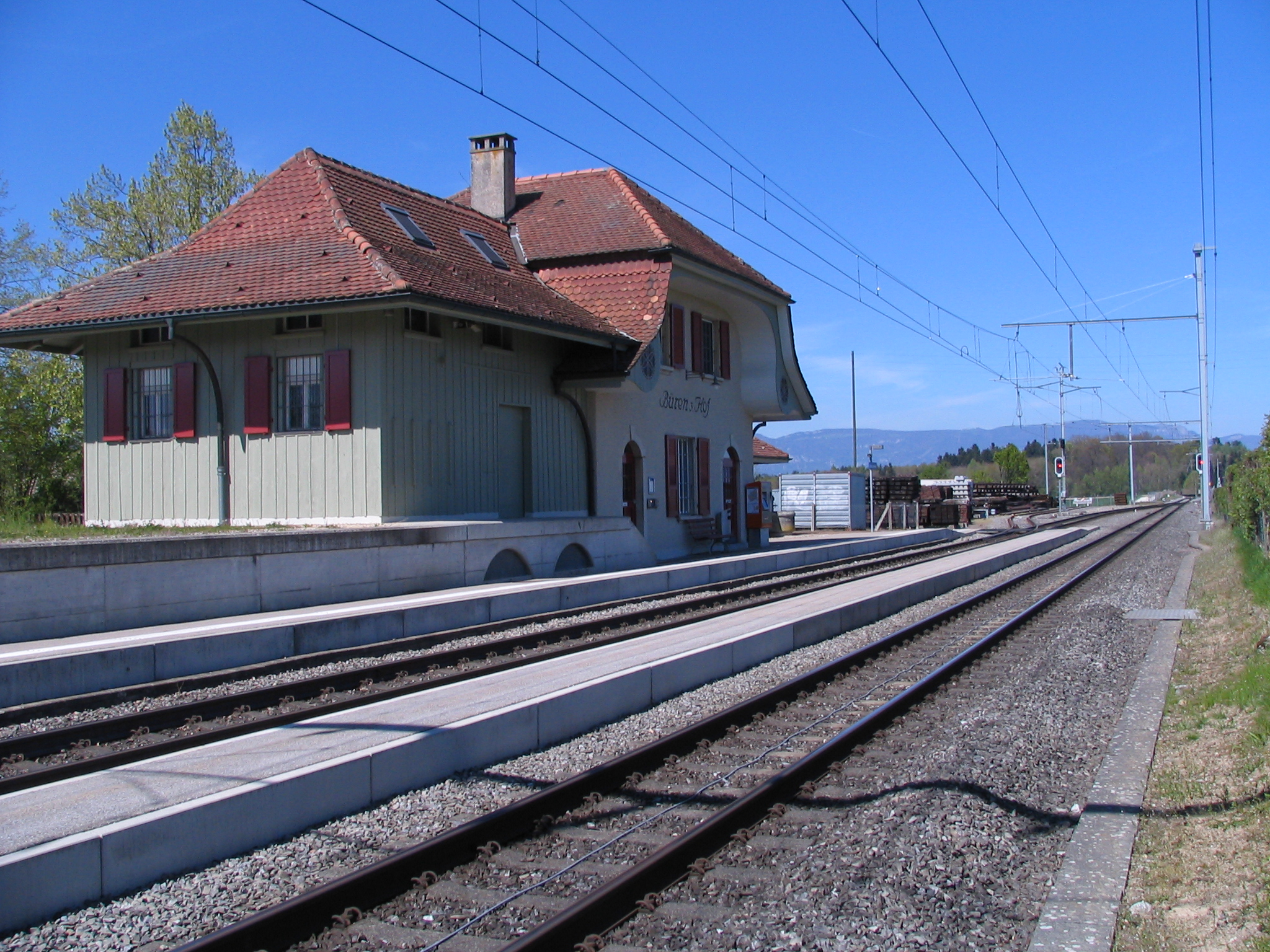
La gare
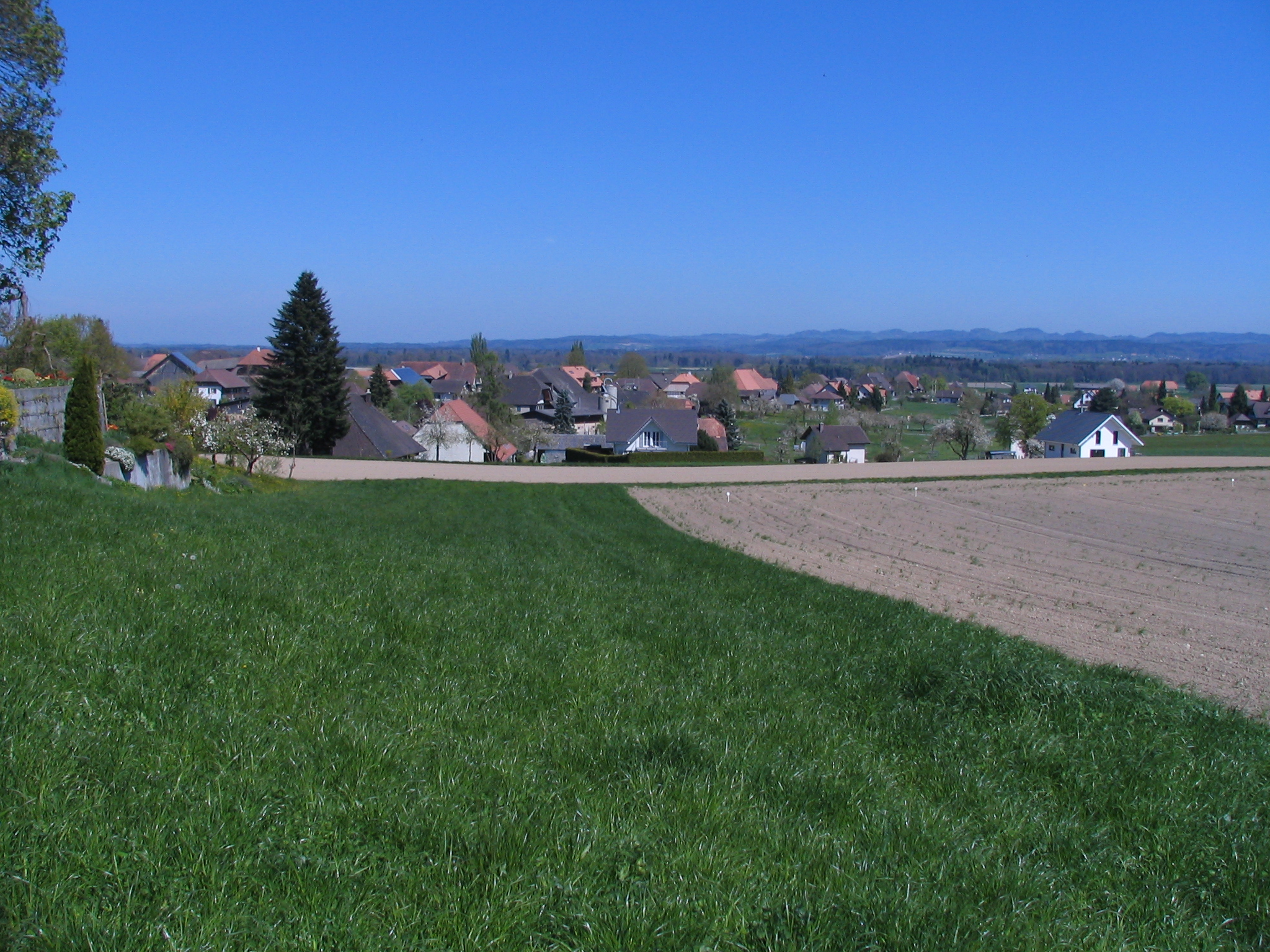